# Homocentridia alius
Homocentridia alius är en fjärilsart som beskrevs av Alexander Schintlmeister 1997. Homocentridia alius ingår i släktet Homocentridia och familjen tandspinnare. Inga underarter finns listade i Catalogue of Life.